# Kevin N'Doram
Kévin N'Doram, född 22 januari 1996, är en fransk fotbollsspelare som spelar för Metz.

## Karriär
N'Doram gjorde sin Ligue 1-debut för AS Monaco den 20 augusti 2016 i en 1–0-vinst över Nantes. Den 18 juli 2018 förlängde han sitt kontrakt fram till 2023.
Den 1 juli 2019 lånades N'Doram ut till Metz på ett låneavtal över säsongen 2019/2020. Den 4 juni 2020 skrev han på ett fyraårskontrakt med Metz.